# ケルン・ギュルツェニヒ管弦楽団
ケルン・ギュルツェニヒ管弦楽団（ケルン・ギュルツェニヒかんげんがくだん、ドイツ語: Gürzenich-Orchester Köln）は、ドイツ連邦共和国ノルトライン＝ヴェストファーレン州の大都市・ケルンに本拠を置くオーケストラ。ケルン歌劇場専属のオーケストラとしても活動している。

## 概要
1827年に、ケルン市内の音楽家が集まってオーケストラコンサートを開始。
後に本拠地としてギュルツェニヒ邸跡地の演奏会場に定めたため、この名称となる。
1888年に、ケルン市公認のオーケストラとなる。
長い歴史の中でこれまでに数多くの作品を初演しており、ヨハネス・ブラームスやグスタフ・マーラーの重要なレパートリー（後述）も作曲者自身の指揮で初演している。
また、リヒャルト・シュトラウスとも関係が深く、いくつかの作品を初演をしている他、彼の唯一の「ヴァイオリンソナタ」はケルン・ギュルツェニヒ管弦楽団のコンサートマスターであったロベルト・ヘックマンのヴァイオリンによって初演された。
1986年にケルン・フィルハーモニーが完成して以来、このホールを本拠地とし、ケルンを代表するオーケストラとして毎シーズン約50のコンサート、のべおよそ10万人の聴衆がいる他、世界各国でツアーも行なっている。

## 初演
- ヨハネス・ブラームス：ヴァイオリンとチェロのための二重協奏曲 (1887)
- グスタフ・マーラー：交響曲第3番 (in collaboration with the Städtischen Kapelle Krefeld, 1902)
- グスタフ・マーラー：交響曲第5番 (1904)
- マックス・レーガー：ヒラーの主題による変奏曲とフーガ（英語版） (1907)
- リヒャルト・シュトラウス：ドン・キホーテ (1898)
- リヒャルト・シュトラウス：ティル・オイレンシュピーゲルの愉快ないたずら (1895)
- ベルント・アロイス・ツィンマーマン：Sinfonia prosodica (1964)

## 歴代首席指揮者等
- コンラディン・クロイツァー (1840–1842)
- ハインリヒ・ドルン (1843–1849)
- フェルディナント・ヒラー (1850–1884)
- フランツ・ヴュルナー (1884–1902)
- フリッツ・シュタインバッハ (1903–1914)
- ヘルマン・アーベントロート, GMD (1915–1934)
- オイゲン・パプスト（ドイツ語版） (1936–1944)
- ギュンター・ヴァント, GMD (1945–1974)
- ユーリ・アーロノヴィチ (1975–1986)
- マレク・ヤノフスキ (1986–1990)
- ジェームズ・コンロン, GMD (1990–2002)
- マルクス・シュテンツ（英語版）, GMD (2003–2014)
- フランソワ＝グザヴィエ・ロト, GMD (2015–2024)
- アンドレス・オロスコ＝エストラーダ, GMD (2025– ) 次期音楽監督

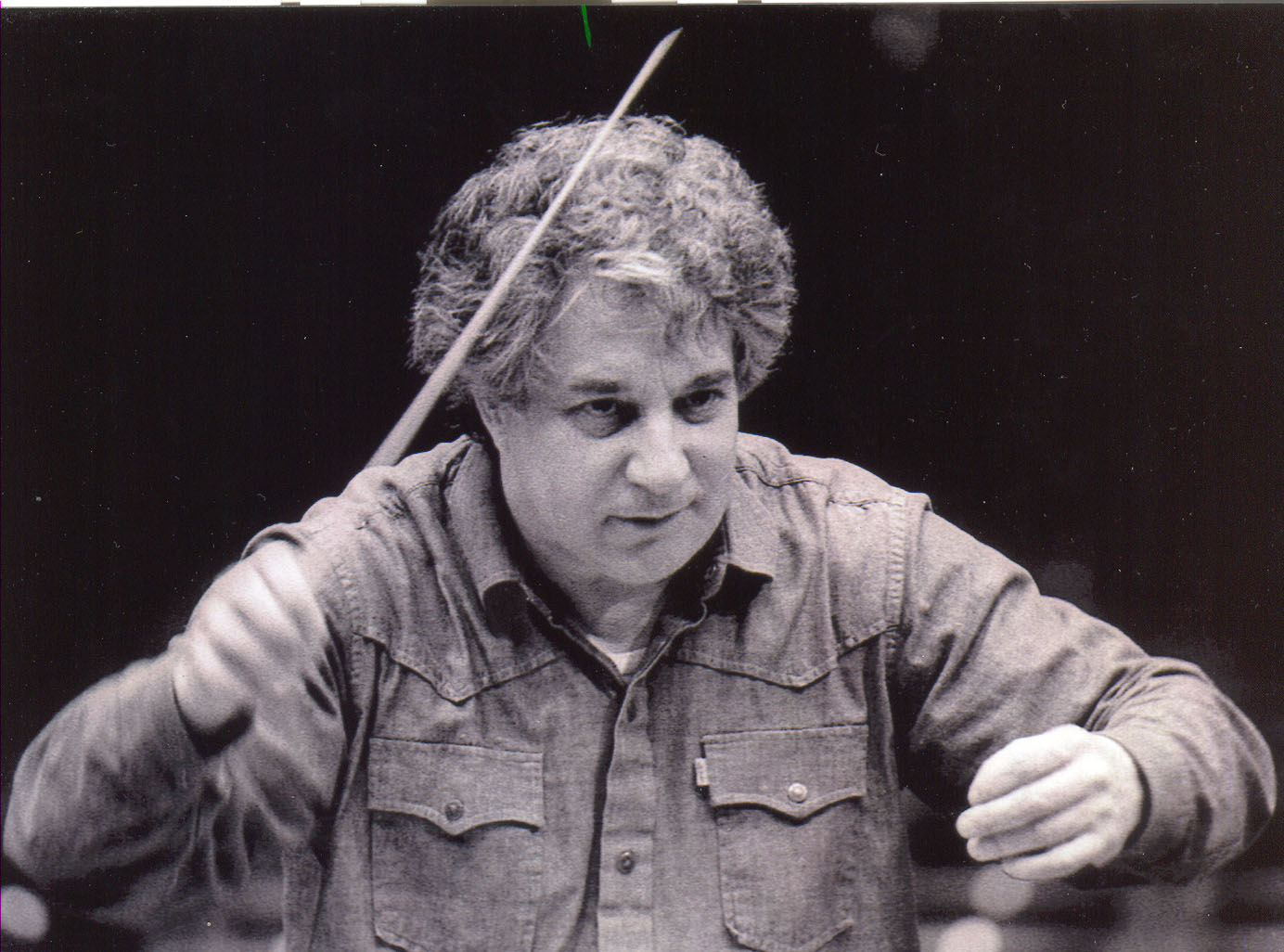
アーロノヴィチ
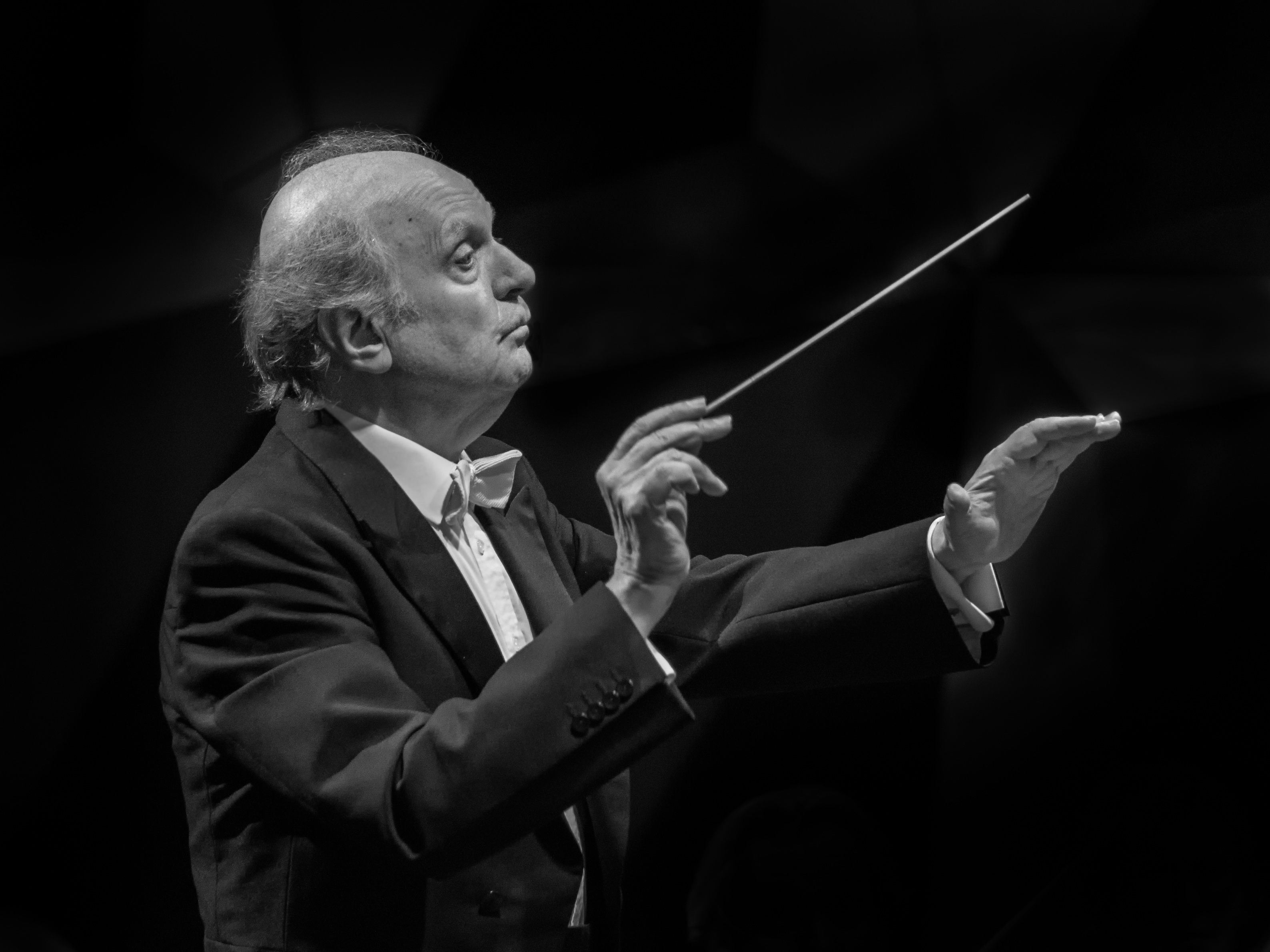
ヤノフスキ
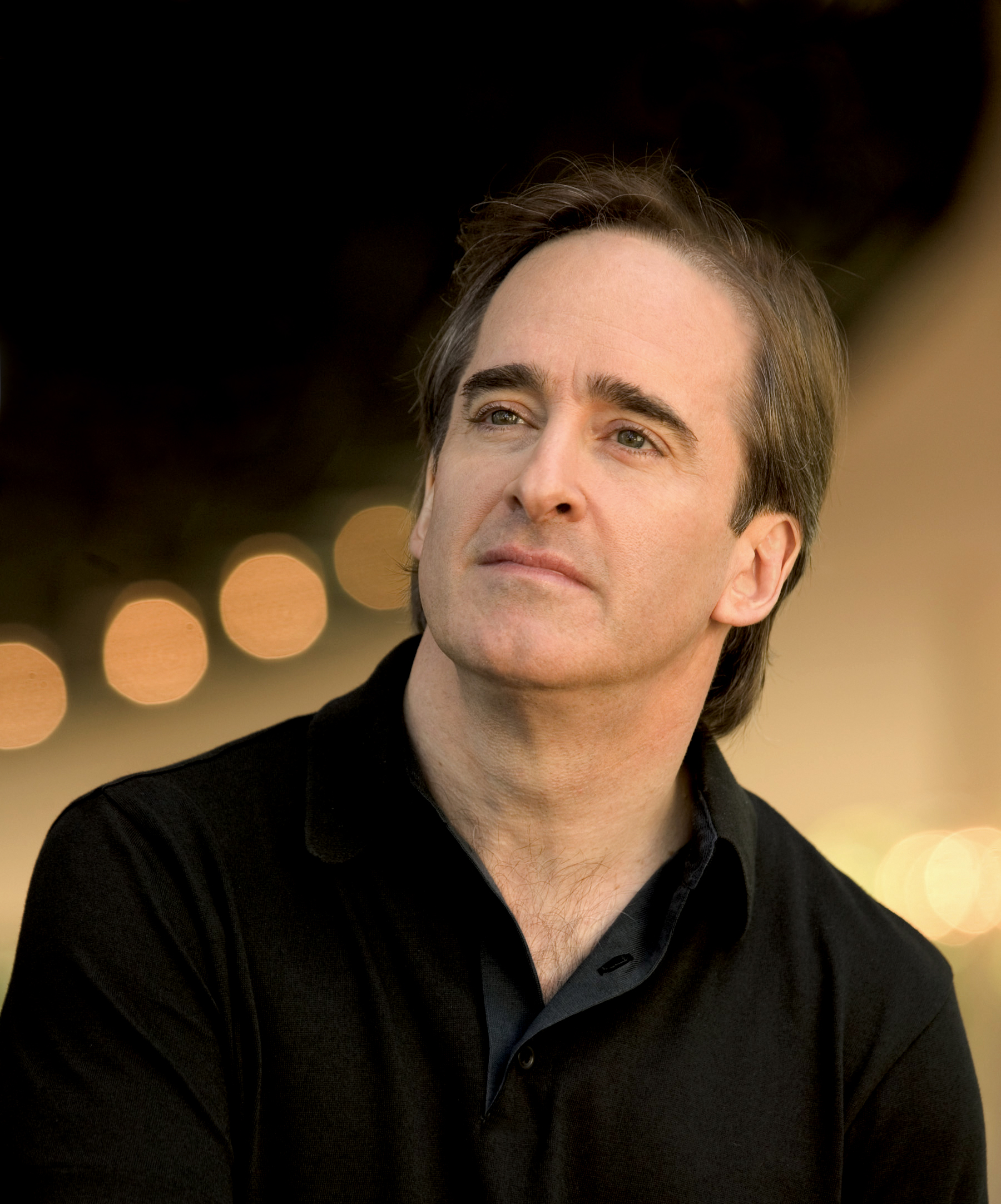
コンロン
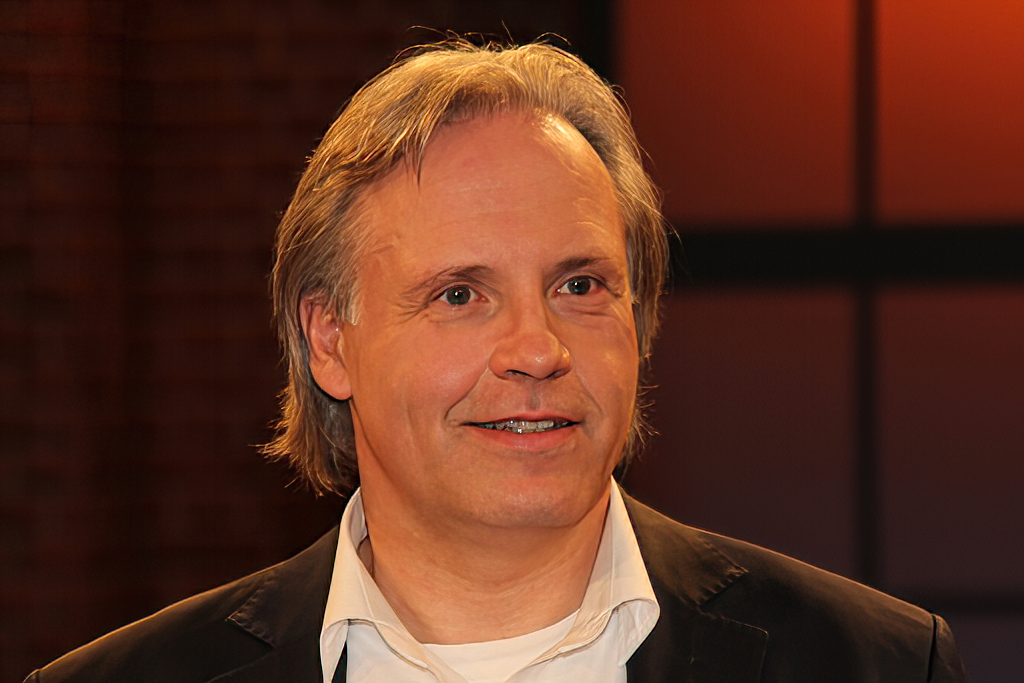
シュテンツ
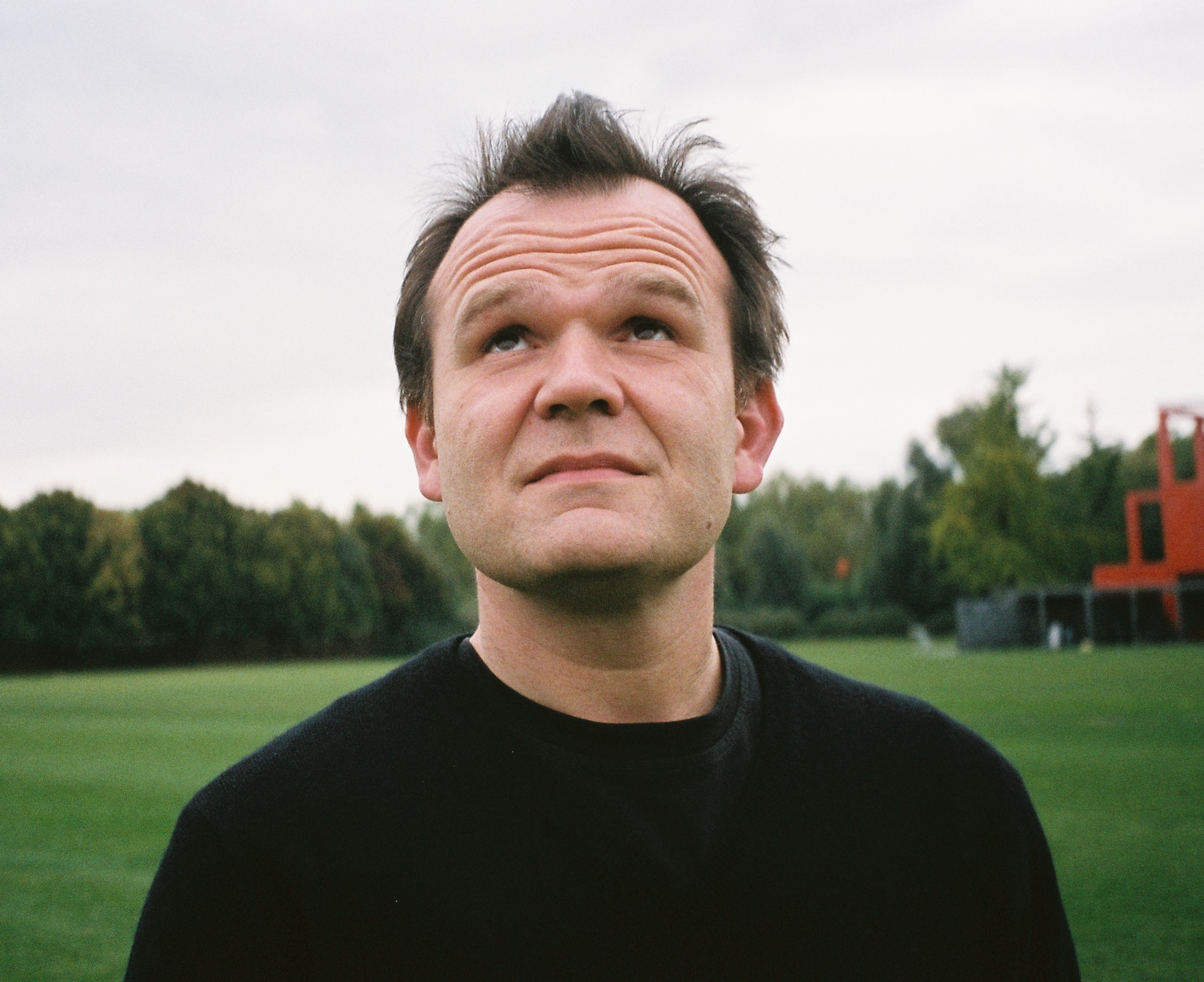
ロト

### 名誉指揮者
ギュンター・ヴァントと、30年以上にわたり親しく協業しレコーディングにおいて賞を受けているドミトリー・キタエンコの2人を、名誉指揮者に指名している。

### 日本人演奏家
日本人演奏家としては、瀬尾麗が1979年以降数十年間首席ヴィオラ奏者を務めた。
2024年シーズンから弓新がアシスタント・コンサートマスター、2024年3月から大江馨が第二バイオリン首席奏者を務めている。